# Famedio
Il famėdio è una costruzione o un insieme di costruzioni di pregio, destinata alla sepoltura o alla memoria di personaggi illustri, in quest'ultimo caso con cenotafi; costituisce la parte monumentale dei grandi cimiteri cittadini.

## Etimologia
Il termine, coniato nel 1869  dal latino fama, "fama", e aedes, "tempio" (sul modello di cavaedium, "cavedio"), letteralmente significa "tempio della fama".

## Caratteristiche
Costruito di solito a forma di tempio, il famedio è generalmente posto all'ingresso del cimitero o in posizione di evidenza. Talvolta indica anche il luogo eretto in memoria dei caduti in guerra. Viene in genere destinato alle sepolture di personaggi celebri ed è spesso contiguo alla cappella cimiteriale.

## Galleria d'immagini

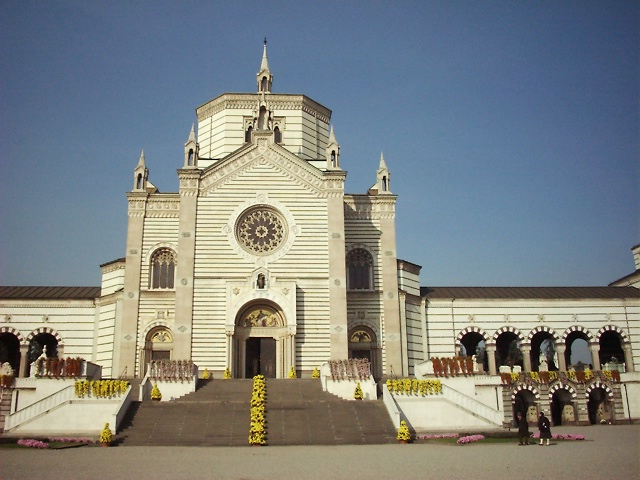
Il famedio del cimitero monumentale di Milano
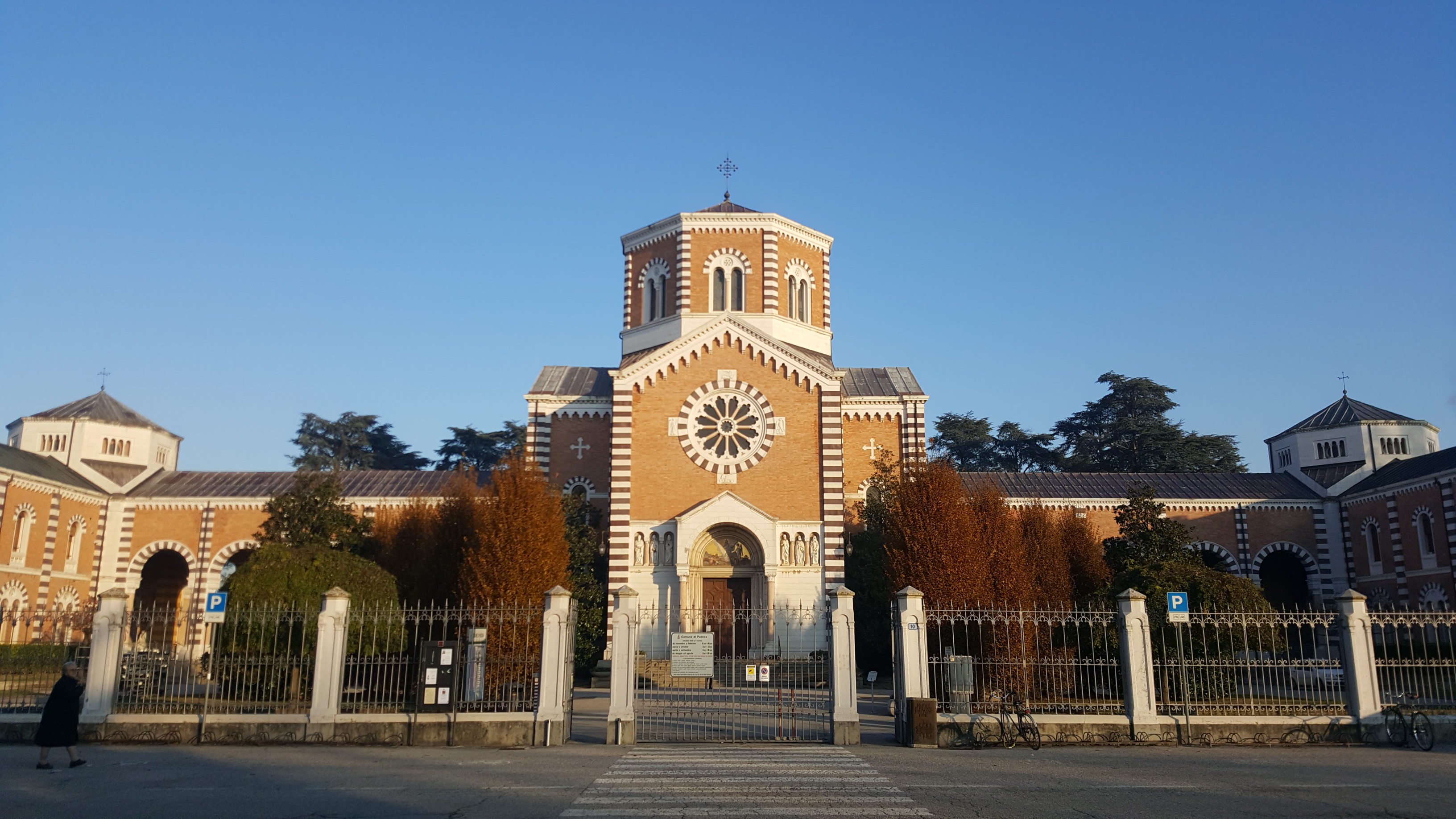
Il famedio del Cimitero Maggiore di Padova
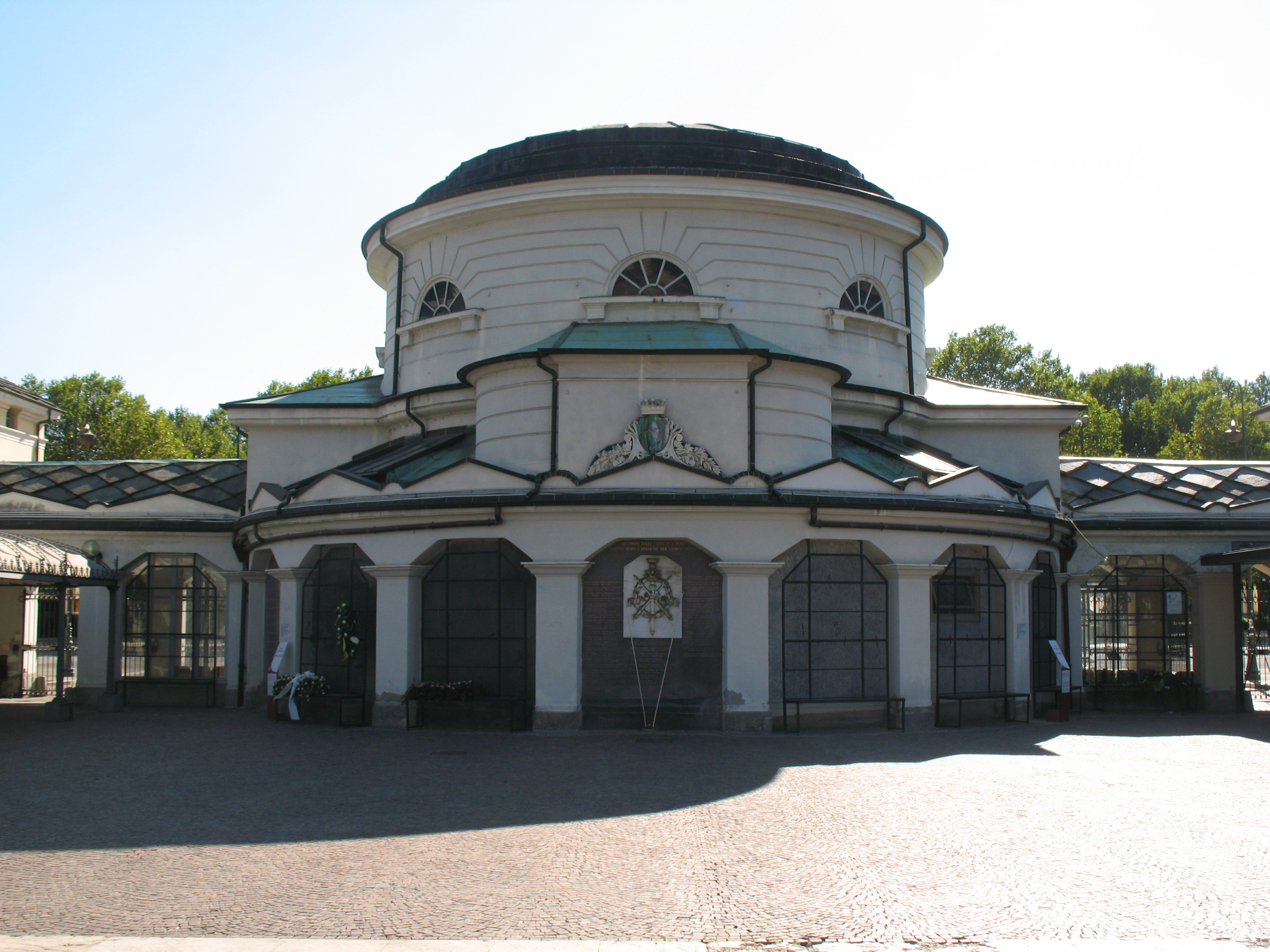
Il famedio del cimitero monumentale di Torino
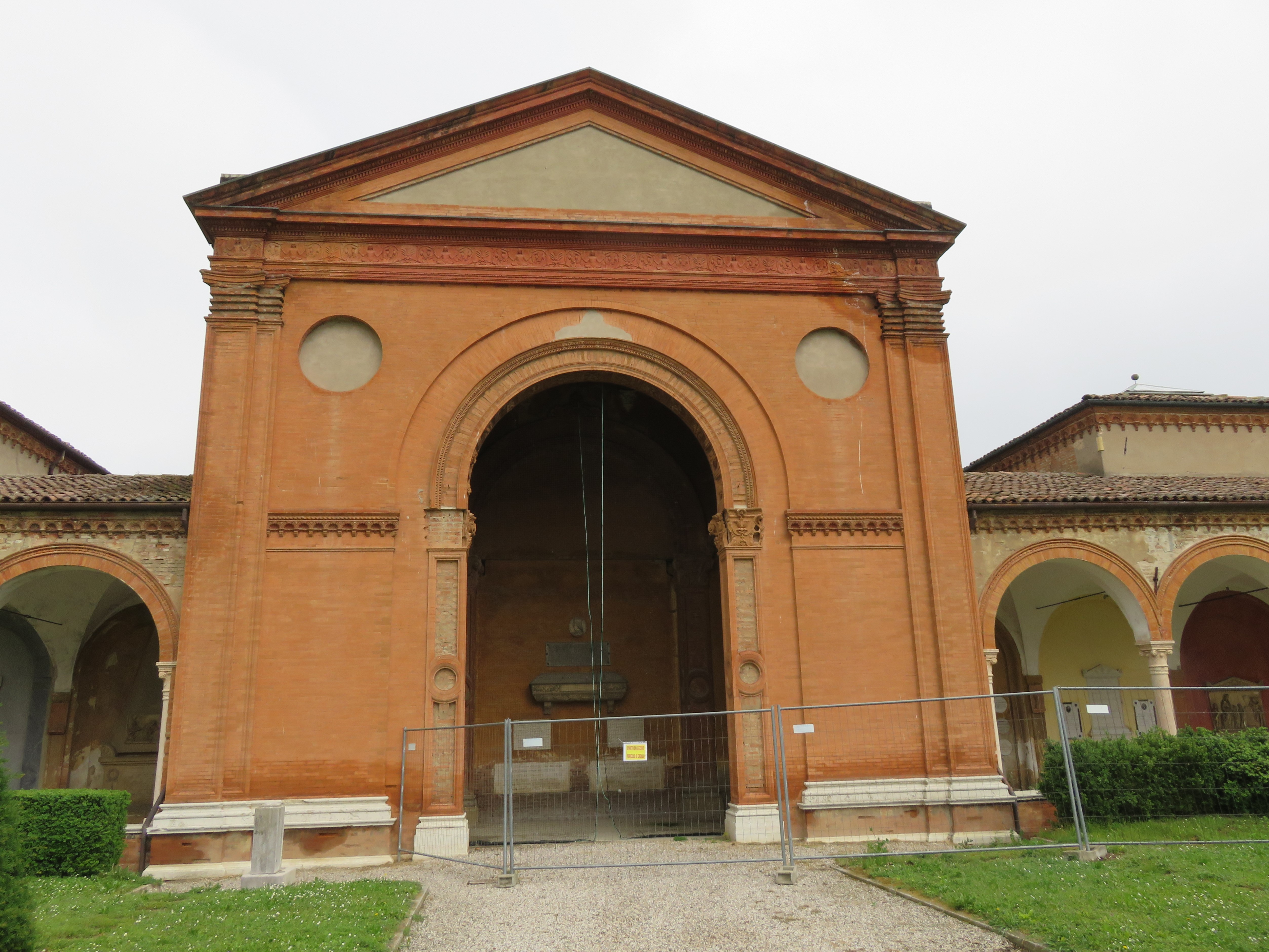
Famedio del Cimitero monumentale della Certosa di Ferrara
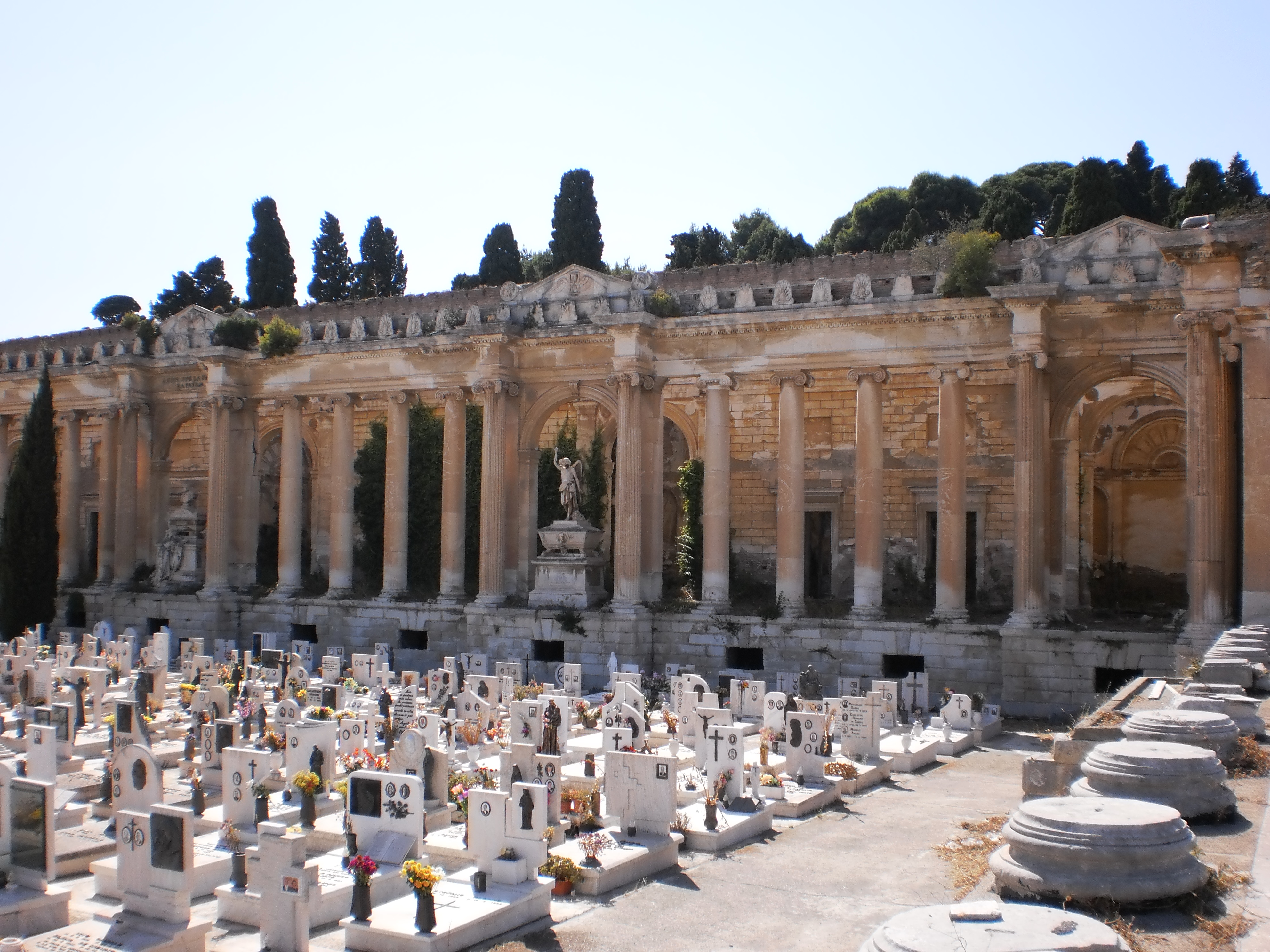
Il famedio del cimitero monumentale di Messina
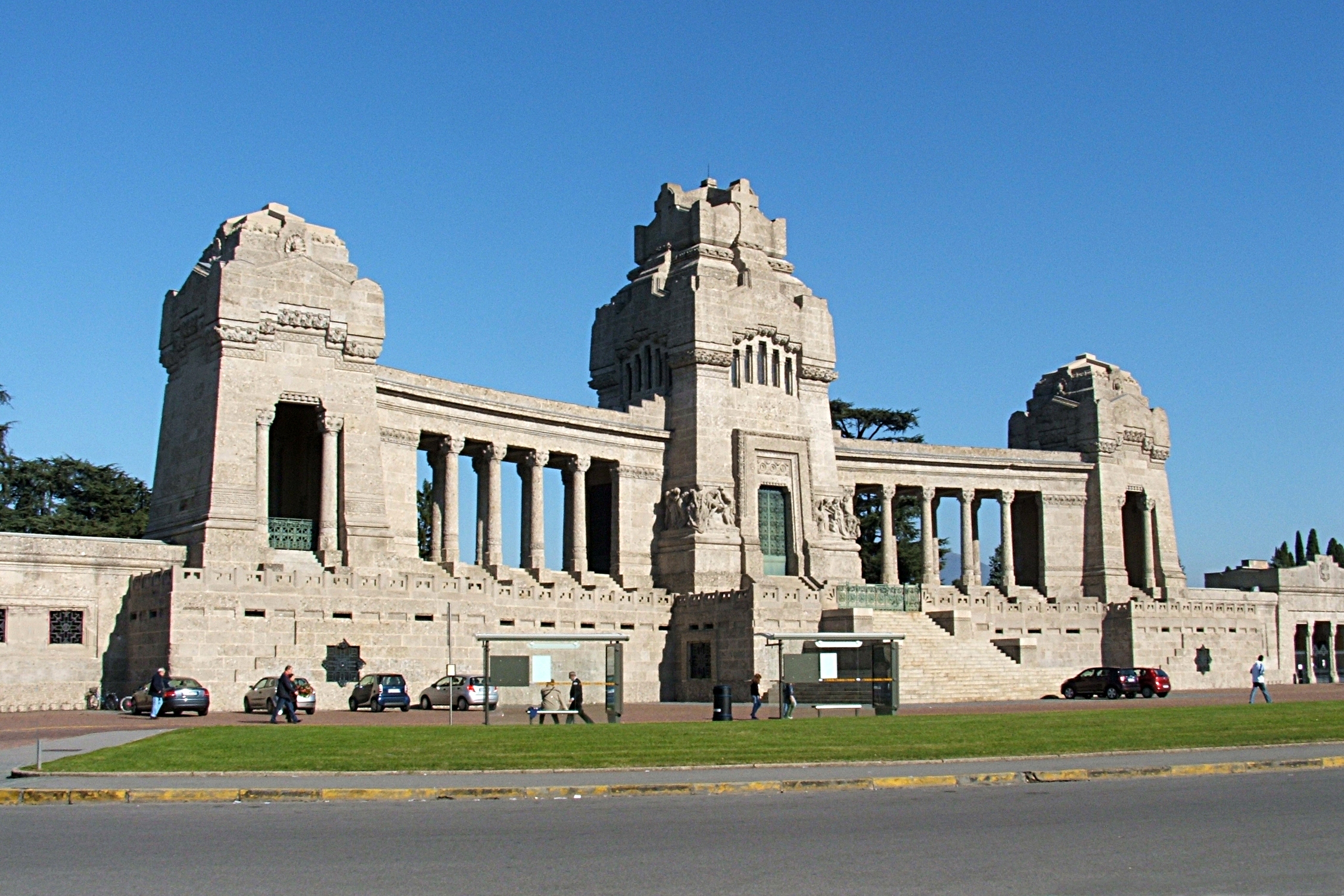
Famedio del Cimitero di Bergamo